# Austrochilus forsteri
Austrochilus forsteri – gatunek pająka z rodziny Austrochilidae.
Gatunek ten opisany został w 2003 roku przez Cristiana J. Grismado, Larę Lopardo i Normana I. Platnicka na podstawie okazów odłowionych w 1985 i 1998 roku w pomniku przyrody Contulmo. Epitet gatunkowy nadano na cześć arachnologa Raymonda Forstera.
Holotypowy samiec ma 10,76 mm długości ciała przy karapaksie długości 5,66 mm i szerokości 3,88 mm. Paratypowa samica ma 13,86 mm długości ciała przy karapaksie długości 6,3 mm i szerokości 4,93 mm. Karapaks jest jasnobrązowy ze śniadobrązową podłużną linią środkową i dwoma żółtawymi paskami przyosiowymi, u samicy z ciemnymi paskami ciągnącymi się od oczu tylno-środkowej pary do około połowy długości części głowowej. Nadustek u samca jest 3,5 raza wyższy od oczu przednio-środkowej pary, a u samicy 2,6 raza od nich wyższy. Warga dolna jest ciemnobrązowa, endtyty rudobrązowe, a sternum brązowe. Kolejność par odnóży od najdłuższej do najkrótszej przedstawia się następująco: I, II, IV, III. Odnóża samca są nieprzepasane, żółtawobrązowe z rudobrązowymi goleniami, a w przypadku dwóch pierwszych par także nadstopiami i stopami. Odnóża samicy mają barwę głównie żółtawobrązową z jaśniejszymi obrączkami na udach, rzepkach i goleniach, z wyjątkiem tych pierwszej pary. Stopy i nadstopia samic są jednolicie rudobrązowe. Opistosoma (odwłok) ma fioletowawobrązowe wierzch i boki oraz jasno nakrapiany spód.
Nogogłaszczki samców cechuje, podobnie jak u A. manni, A. melon i A. schlingeri, pasmo zesklerotyzowanego oskórka przebiegające retrolateralnie na konduktorze. Od wspomnianych gatunków różnią się jednak kształtem konduktora oraz cienkim i falistym embolusem. Samice mają epigynum z szeroką, owalną, zesklerotyzowaną płytką za przednim wyrostkiem, wyraźną płytkę porowatą na przednim płacie oraz nierównymi krawędziami dystalnego rozszerzenia płata środkowego. Tylny zbiornik nasienny odznacza się spłaszczoną i poprzecznie zwiniętą formą.
Pająk neotropikalny, endemiczny dla Chile, znany tylko z prowincji Malleco w regionie Araukania. W jego sieci znaleziono Sofanapis antillanca – kleptoasożytniczego pająka z rodziny Anapidae.